# Olivo e Pasquale

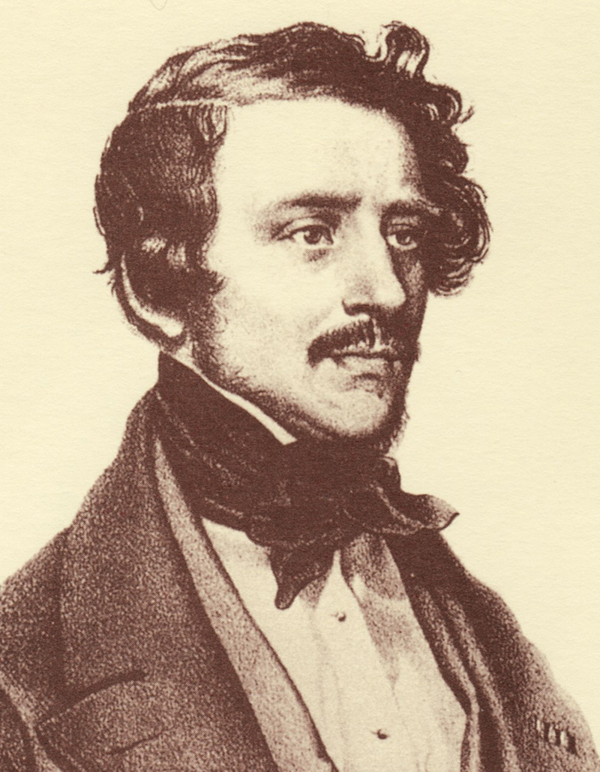
Gaetano Donizetti.

Olivo e Pasquale (Olivo och Pasquale) är en opera buffa i två akter med musik av Gaetano Donizetti och libretto av Jacopo Ferretti efter pjäsen med samma namn av Antonio Simeone Sografi (1794).

## Historia
Donizetti komponerade operan 1826 och reviderade den 1827. Den hade premiär den 7 januari 1827 på Teatro Valle i Rom. Till uppsättningen i Neapel i september samma år gjorde Donizetti några smärre förändringar, bland annat fick Camillos roll sjungas av en tenor.

## Personer

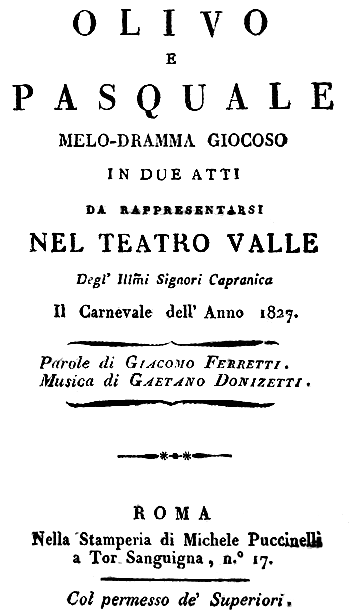
Librettots framsida från premiären i Rom 1827.

| Roller                               | Röstläge    | Premiärbesättning 7 januari 1827 (Dirigent: - ) |
| ------------------------------------ | ----------- | ----------------------------------------------- |
| Olivo                                | baryton     | Domenico Cosselli                               |
| Pasquale                             | bas         | Giuseppe Frezzolini                             |
| Isabella, dotter till Olivo          | sopran      | Emilia Bonini                                   |
| Camillo                              | kontraalt   | Anna Scudellari Cosselli                        |
| Matilde, Isabellas kammarjungfru     | mezzosopran | Agnese Loyselet                                 |
| Monsieur le Bross, köpman från Cádiz | tenor       | Giovanni Battista Verger                        |
| Columella, en fattig resenär         | buffo       | Luigi Garofalo                                  |
| Diego, tjänare                       | baryton     | Stanislao Prò                                   |
| Servitörer, tjänare, ungdomar        |             |                                                 |

## Handling
1700-talets Lissabon.
Köphandlardottern Isabella älskar den fattige Camillo. Men hennes fader ser hellre att hon gifter sig med Le Bross, en rik köpman från Cádiz. När Le Bross anländer erkänner Isabella att hon älskar en annan, men hon låtsas att hennes älskade är den fåfänge Columella. När Olivo förstår att dottern inte tänker lyda honom blir han rasande. Men då Le Bross ser flickans bekymmer erbjuder han sig att hjälpa henne. Hans plan är att Isabella och Camillo ska hota att ta livet av sig. De rusar ut varpå skott hörs. Olivos veke bror Pasquale svimmar medan Olivo fylls av samvetskval. När Isabella och Camillo kommer tillbaka ger Olivo dem sin välsignelse.